# بی. راوی پیلای
بی. راوی پیلای (انگلیسی: B. Ravi Pillai؛ زادهٔ ۲ سپتامبر ۱۹۵۳) کارآفرین و سرمایه‌دار اهل هند است. وی برندهٔ جوایزی همچون پادما شری شده‌است.